# Ventilation positive hygrorégulée
 (mai 2019).
Si vous disposez d'ouvrages ou d'articles de référence ou si vous connaissez des sites web de qualité traitant du thème abordé ici, merci de compléter l'article en donnant les références utiles à sa vérifiabilité et en les liant à la section « Notes et références ».
La ventilation positive hygrorégulée (ou VPH) est un système de purification de l’air et de régulation de l’humidité par surpression (ou pression positive).

## Principe
La VPH est un procédé d’aération, d’hygrorégulation (régulation de l'humidité) et de purification de l’air, silencieux, pour les maisons individuelles ou tout autre type de bâtiment occupé. Le système a pour but de lutter contre l'humidité et la condensation et d'équilibrer la température et l’hygrométrie.
Deux configuration sont possibles :
- VPH apparente. La VPH est visible, fixée à un mur en hauteur grâce à son support. L’air filtré venant de l’extérieur est insufflé par l'avant de l’appareil ou sur un côté.
- VPH installée dans les combles. La VPH est reliée au chapeau de toiture.

## Actions successives
- En premier lieu, l'air prélevé à l'extérieur est filtré
- Puis, l'air est déshumidifié pour permettre de réguler le taux d'humidité dans la maison et lutter contre la condensation et les moisissures.
- Ensuite, si la température extérieure est trop basse, cet air pur est préchauffé par un échangeur thermique.
- L'air ainsi purifié, déshumidifié et préchauffé est insufflé silencieusement dans les espaces à vivre du bâtiment.
- Enfin, l'air intérieur vicié, pollué et humide de l'habitation, est évacué

La VPH effectue  en continu une entrée d'air pur et sortie d'air vicié, ce qui conduit à un renouvellement de l'air toutes les heures ou quand l’utilisateur le décide. Le débit d'aération est quant à lui réglé en fonction du volume de l'habitat.
Le système VPH peut se connecter à la wifi du domicile pour fournir des informations tout au long de la journée.

## Brevets déposés
Le système VPH connecté « E-Sens » dans sa conception, et le « Pack E-Sens », font l’objet de dépôts de brevets.